# ورب (مجارستان)
ورب (به مجاری:  Vereb) یک شهرداری در مجارستان است. ورب ۲۲٫۳۲ کیلومتر مربع مساحت و ۸۰۳ نفر جمعیت دارد.